# Angerbach (Erlauf)
Der Angerbach ist ein rechter Nebenfluss der Erlauf in Niederösterreich.
Er entspringt nördlich von Reith (Gemeinde Annaberg) und mündet ca. 3 Kilometer nach Reith bei Erlaufboden (Gemeinde Mitterbach am Erlaufsee) in die Erlauf. Von der Mariazellerbahn aus erreicht man entlang des Angerbachs und der Erlauf den Naturpark Ötscher-Tormäuer. Der Angerbach stellt auch die Nordgrenze der Ötscherdecke dar. Diese folgt, von Reith kommend, dem Angerbach in Richtung Nordwesten bis Erlaufboden und verläuft dann weiter nach Trübenbach.